# 48a Brigada Mixta (Exèrcit Popular de la República)
La 48a Brigada Mixta va ser una unitat de l'Exèrcit Popular de la República creada durant la Guerra Civil Espanyola.

## Historial
La unitat va ser fundada el 28 de març de 1937 al front de Guadarrama a partir dels batallons «Pasionaria», «Pi i Margall», «Dimitroff» i «Madrid». El major de milícies Manuel Castro Rodríguez que fins llavors havia estat cap del batalló «Pasionaria» va assumir el comandament de la nova 48a Brigada Mixta. El mes d'abril el Batalló «Madrid» va deixar la 48a BM i va ser reemplaçat per un altre batalló compost per carrabiners. La Brigada va estar enquadrada inicialment en la Divisió «C», sent posteriorment assignada a la 17a Divisió i, finalment, integrada en la 5a Divisió del VI Cos d'Exèrcit, ja el mes d'abril.
La 48a BM va estar destinada inicialment en el front de La Alcarria; posteriorment va ser assignada a una unitat de nova creació —la 15a Divisió del XXI Cos d'Exèrcit— i va ser enviada al Llevant, per a reforçar les defenses republicanes enfront de l'ofensiva franquista. No obstant això, la brigada va arribar al capdavant quan els combats havien acabat. Va intervenir en una ofensiva limitada sobre Nules i Castelló, entre el 7 i el 10 de novembre de 1938. Romandria en el Front de Llevant fins al final de la guerra.

## Comandaments
Comandants
- Major de milícies Manuel Castro Rodríguez;
- Major de milícies Silvestre Gómez Sánchez;

Comissaris
- Martín Melgar Mañani, del PCE;[4]